# Creative Nature vol.2
A Creative Nature vol.2 Gigi D'Agostino és Daniele Gas közös 1994-es középlemeze. A számokat (két) 12" méretű mikrobarázdás lemezen adták ki. A korongok egyik oldalán Gigi, a másikon Gas verziói szerepelnek.

## Számlista
A-oldal
1. Panic mouse (Gigi Noisemaker beat)  14:08

B-oldal
1. Panic mouse (Gas side dream)  14:41

C-oldal
1. Giallone remix (Gigi remix)  11:40

D-oldal
1. Meravillia (Gas mouse version)  8:23

## Szerzők
Gigi D'Agostino, Lombardioni Ed. Musicali

## Érdekességek
- Minden oldal fordulatszáma 45 RPM, kivéve a C-oldal: 33 RPM
- A borítón a számok hosszúsága hibásan van feltüntetve, mindenhol 9:00
- Ez az első olyan Gigi D'Agostino kiadvány, ami valódi borítóval rendelkezik.